# Laixi
Laixi (莱西 ; pinyin : Láixī) est une ville de la province du Shandong en Chine. C'est une ville-district placée sous la juridiction administrative de la ville sous-provinciale de Qingdao.

## Démographie
La population du district était de 724 533 habitants en 1999.